# Rejhan

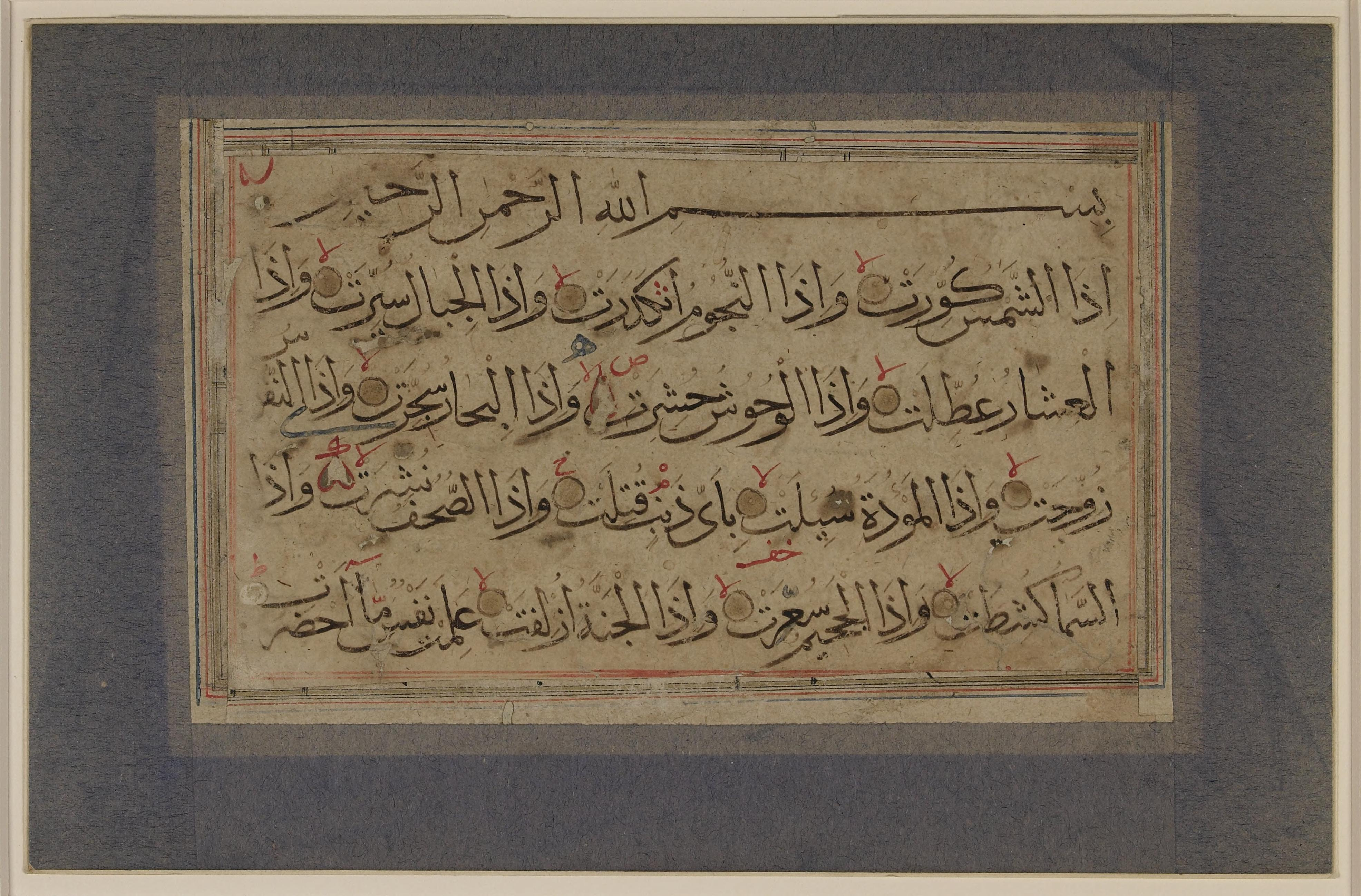
Koran-Passage im Rejhani-Duktus (14. Jh.)

Rejhan, auch Reyhan(i), Rayhani oder Rihan (ريحان, DMG Raiḥān), ist eine der sechs kanonischen Schriftarten der perso-arabischen Kalligrafie.
Das Wort Rejhan bedeutet auf Arabisch und Persisch Basilikum. Rejhan ist eine Variante der Muhaqqaq-Schrift und umfasst alle Merkmale derselben, ist jedoch feiner als diese und wird deshalb mit Blumen und Blättern (Basilikum) verglichen.

## Verwandte Schriften
- Thuluth
- Naschī